# IC 1916
IC 1916 је спирална галаксија у сазвјежђу Часовник која се налази на листи објеката дубоког неба у Индекс каталогу.
Деклинација објекта је - 49° 2' 30" а ректасцензија 3h 20m 16,2s. Привидна величина (магнитуда) објекта IC 1916 износи 14,6 а фотографска магнитуда 15,4. IC 1916 је још познат и под ознакама ESO 200-8, AM 0318-491, PGC 12482.